# Somebody (Bryan Adams)
Somebody is een nummer van de Canadese rockzanger Bryan Adams. Het is de tweede single van zijn succesvolle vierde studioalbum Reckless uit 1984. In januari 1985 werd het nummer op single uitgebracht.

## Achtergrond
Somebody werd in een aantal, voornamelijk Engelssprekende landen, een bescheiden hit. In Adams' thuisland Canada behaalde de plaat de 13e positie. In de VS werd de 11e positie bereikt, in Ierland de 20e em in het Verenigd Koninkrijk de 35e positie in de UK Singles Chart.
In Nederland werd de plaat veel gedraaid op Hilversum 3 en werd een radiohit. Vreemd genoeg bereikte de plaat de destijds drie hitlijsten op de nationale publieke popzender (de Nederlandse Top 40, Nationale Hitparade en de TROS Top 50) niet. ook in de pan Europese hitlijst op Hilversum 3, de TROS Europarade, werd géén notering behaald.
De plaat wordt wél tot op de dag van vandaag door Nederlandse radiostations gedraaid.
In België bereikte de plaat de 30e positie in de voorloper van de Vlaamse Ultratop 50. In de Vlaamse Radio 2 Top 30 en in Wallonië werd géén notering behaald.